# NGC 4924
NGC 4924 este o intermediate spiral galaxy⁠(d) situată în constelația Fecioara. A fost descoperită în 8 mai 1831 de către John Herschel. Se află la o distanță de 69,65 de megaparseci de Pământ.